# 祝敏彻
祝敏彻（1929年2月10日—2014年7月5日），湖北省武汉市人，中华人民共和国语言学家。
1950年9月，入武汉大学中文系学习。1954年10月，入北京大学中文系读研究生，师从王力学习汉语史。1958年至1961年，任教于兰州大学中文系、甘肃师大中文系。1985年9月，担任湖北大学中文系教授。2014年去世。